# Richard Vesey Hamilton
Sir Richard Vesey Hamilton (28. května 1829, Sandwich, Anglie – 17. září 1912, Chalfont St Peter, Buckinghamshire, Anglie) byl britský admirál. U Royal Navy sloužil od roku 1843, zúčastnil se válek v koloniích a později zastával velitelské funkce v různých destinacích britské koloniální říše. V roce 1887 dosáhl hodnosti admirála a v letech 1889–1891 zastával funkci prvního námořního lorda.

## Životopis
Narodil se jako mladší syn duchovního Johna Veseye Hamiltona, studoval na námořní akademii v Camberwellu a v roce 1843 vstoupil do Royal Navy jako kadet. Aktivní službu zahájil ve Středozemním moři, v 50. letech se jako dobrovolník zúčastnil dvou záchranných expedicí s úkolem najít Franklinovu výpravu ztracenou při pokusu objevit Severozápadní cestu. Mezitím byl povýšen na poručíka (1851) a později se zúčastnil druhé opiové války. Poté několik let sloužil v Karibiku, kde byl povýšen na komandéra (1858) a kapitána (1862). V 70. letech působil u břehů Anglie a v letech 1875–1877 byl superintendantem loděnic v Pembroke. V roce 1877 byl povýšen na kontradmirála a krátce působil na admiralitě jako ředitel odboru námořního dělostřelectva. V letech 1880–1883 byl vrchním velitelem u břehů Irska a v roce 1884 dosáhl hodnosti viceadmirála. V letech 1885–1887 byl vrchním velitelem u břehů Číny (China Station). Jako nositel rytířského kříže Řádu lázně byl povýšen do šlechtického stavu s titulem Sir (1887), téhož roku byl povýšen na admirála. V letech 1887–1889 byl druhým námořním lordem a nakonec v letech 1889–1891 zastával funkci prvního námořního lorda. Aktivní kariéru zakončil jako prezident Královské námořní akademie v Greenwichi (1891–1894), poté odešel do výslužby. V roce 1895 obdržel velkokříž Řádu lázně. Ve funkci prvního námořního lorda se zabýval změnami v námořní strategii, později na penzi napsal spis Naval Administration (1896).
V roce 1862 se oženil s Julií Murrayovou (1842–1897), dcerou viceadmirála Jamese Arthura Murraye (1790–1860), měli spolu pět dětí.
Jeho starší bratr William Harburton Hamilton (1825–1883) proslul jako cestovatel a objevitel na Novém Zélandu, kde se uplatnil v koloniální správě a regionální politice.